# 西中筋通
西中筋通（にしなかすじどおり）は、京都府京都市下京区の通りの一つ。
東は油小路通、西は堀川通だが、醒ヶ井通の延長線上ではない。
北は六条通から南は花屋町通までと距離も短く、あまり知られていない通りである。もとは六条通から七条通まであったが、1953年3月に堀川通が拡幅された際、花屋町通以南が堀川通に取り込まれた。